# 1968-as NHL-amatőr draft
Az 1968-as NHL-amatőr draftot a kanadai, Montréalban a Queen Elizabeth Hotel rendezték meg. Ez volt a hatodik National Hockey League draft.

## A draft
|  | = NHL All-Star |  |  | = A Jégkorong Hírességek Csarnokának a tagja |

### Első kör
| #  | Játékos         | Poszt       | Nemzetiség | NHL-csapat            | Egyetem/junior/klub csapat                   |
| -- | --------------- | ----------- | ---------- | --------------------- | -------------------------------------------- |
| 1  | Michel Plasse   | Kapus       | Kanada     | Montréal Canadiens    | Drummondville Rangers (QJHL)                 |
| 2  | Roger Belisle   | Center      | Kanada     | Montréal Canadiens    | Montréal North Beavers (Quebec Intermediate) |
| 3  | Jim Pritchard   | Védő        | Kanada     | Montréal Canadiens    | Winnipeg Monarchs (WCHL)                     |
| 4  | Garry Swain     | Center      | Kanada     | Pittsburgh Penguins   | Niagara Falls Flyers (OHA)                   |
| 5  | Jim Benzelock   | Jobb szélső | Kanada     | Minnesota North Stars | Winnipeg Jets (WCHL)                         |
| 6  | Gary Edwards    | Kapus       | Kanada     | St. Louis Blues       | Toronto Marlboros (OHA)                      |
| 7  | Jim McInally    | Védő        | Kanada     | Los Angeles Kings     | Hamilton Red Wings (OHA)                     |
| 8  | Lew Morrison    | Jobb szélső | Kanada     | Philadelphia Flyers   | Flin Flon Bombers (WCHL)                     |
| 9  | John Marks      | Bal szélső  | Kanada     | Chicago Black Hawks   | North Dakota Fighting Sioux (NCAA)           |
| 10 | Brad Selwood    | Védő        | Kanada     | Toronto Maple Leafs   | Niagara Falls Flyers (OHA)                   |
| 11 | Steve Andrascik | Jobb szélső | Kanada     | Detroit Red Wings     | Flin Flon Bombers (WCHL)                     |
| 12 | Danny Schock    | Bal szélső  | Kanada     | Boston Bruins         | Estevan Bruins (WCHL)                        |
|    |                 |             |            |                       |                                              |

### Második kör
| #  | Játékos        | Poszt       | Nemzetiség                | NHL-csapat            | Egyetem/junior/klub csapat   |
| -- | -------------- | ----------- | ------------------------- | --------------------- | ---------------------------- |
| 13 | Doug Smith     | Center      | Kanada                    | Oakland Seals         | Winnipeg Jets (WCHL)         |
| 14 | Ron Snell      | Jobb szélső | Kanada                    | Pittsburgh Penguins   | Regina Pats (WCHL)           |
| 15 | Marc Rioux     | Center      | Kanada                    | Minnesota North Stars | Verdun Maple Leafs (QJHL)    |
| 16 | Curt Bennett   | Bal szélső  | Amerikai Egyesült Államok | St. Louis Blues       | Brown Bears (NCAA)           |
| 17 | Herb Boxer     | Jobb szélső | Amerikai Egyesült Államok | Detroit Red Wings     | Michigan Tech Huskies (NCAA) |
| 18 | Fraser Rice    | Center      | Kanada                    | Boston Bruins         | Halifax Colonels (MVJHL)     |
| 19 | Bruce Buchanan | Védő        | Kanada                    | New York Rangers      | Weyburn Red Wings (WCHL)     |
|    |                |             |                           |                       |                              |

### Harmadik kör
| #  | Játékos        | Poszt       | Nemzetiség | NHL-csapat            | Egyetem/junior/klub csapat   |
| -- | -------------- | ----------- | ---------- | --------------------- | ---------------------------- |
| 20 | Jim Trewin     | Védő        | Kanada     | Oakland Seals         | Flin Flon Bombers (WCHL)     |
| 21 | Dave Simpson   | Védő        | Kanada     | Pittsburgh Penguins   | Port Arthur Marrs (TBJHL)    |
| 22 | Glen Lindsay   | Kapus       | Kanada     | Minnesota North Stars | Saskatoon Blades (WCHL)      |
| 23 | Don Grierson   | Jobb szélső | Kanada     | Montréal Canadiens    | North Bay Trappers (NOJHL)   |
| 24 | Brian St. John | Center      | Kanada     | Boston Bruins         | Toronto Varsity Blues (CIAU) |
|    |                |             |            |                       |                              |